# Andy Emler
Andy Emler (1958) is een Franse jazzpianist en synthesizer-speler.

## Biografie
Emler kreeg als kind klassieke pianoles. Hij studeerde later aan het Conservatoire de Paris, bij Marius Constant. In die tijd richtte hij met vibrafonist Antoine Hervé een duo op. Daarnaast begon hij een kwintet met gitarist Marc Ducret, trompettist François Chassagnite, bassist Philippe Talet en drummer François Verly. Voor het in 1986 door François Jeanneau opgerichte Orchestre National de Jazz componeerde Emler twee stukken: Superfrigo en Motorcycle Nana.
In 1990 richtte hij het Mégaoctet op, waarmee hij twee albums maakte, uitgekomen op Label Bleu. Hij werkte verder met musici als Michel Portal, Joachim Kühn, Trilok Gurtu en Daniel Humair. Met Emmanuel Bex (orgel) en Denis Badault (piano) heeft hij een keyboard-trio, waarin hij zelf synthesizer speelt.

## Discografie (selectie)

### Als leider
- Mégaoctet: Headgames
- Dreams in Tune, 2006
- West in Peace, 2007
- Crouch, touch, engage, 2008
- E Total, 2012

### Als 'sideman"
- Marc Ducret: Gris, 1990
- Michel Portal: Turbulence, 1992
- Trilok Gurtu: Bad Habits Die Hard, 1995
- Michel Portal: Anyway, 1996
- Michel Portal: Musiques de Cinemas, 1996
- Orchestre National de Jazz: 86, 1997
- Trilok Gurtu: Glimpse, 1997
- Ensemble Aleph: Arrets Frequents, 1998
- Larry Coryell: Crossing Borders, 2001
- Gebhard Ullmann: Big Band Project, 2004